# Fircrest
Fircrest – miasto w Stanach Zjednoczonych, w stanie Waszyngton, w hrabstwie Pierce.